# Raszputyica

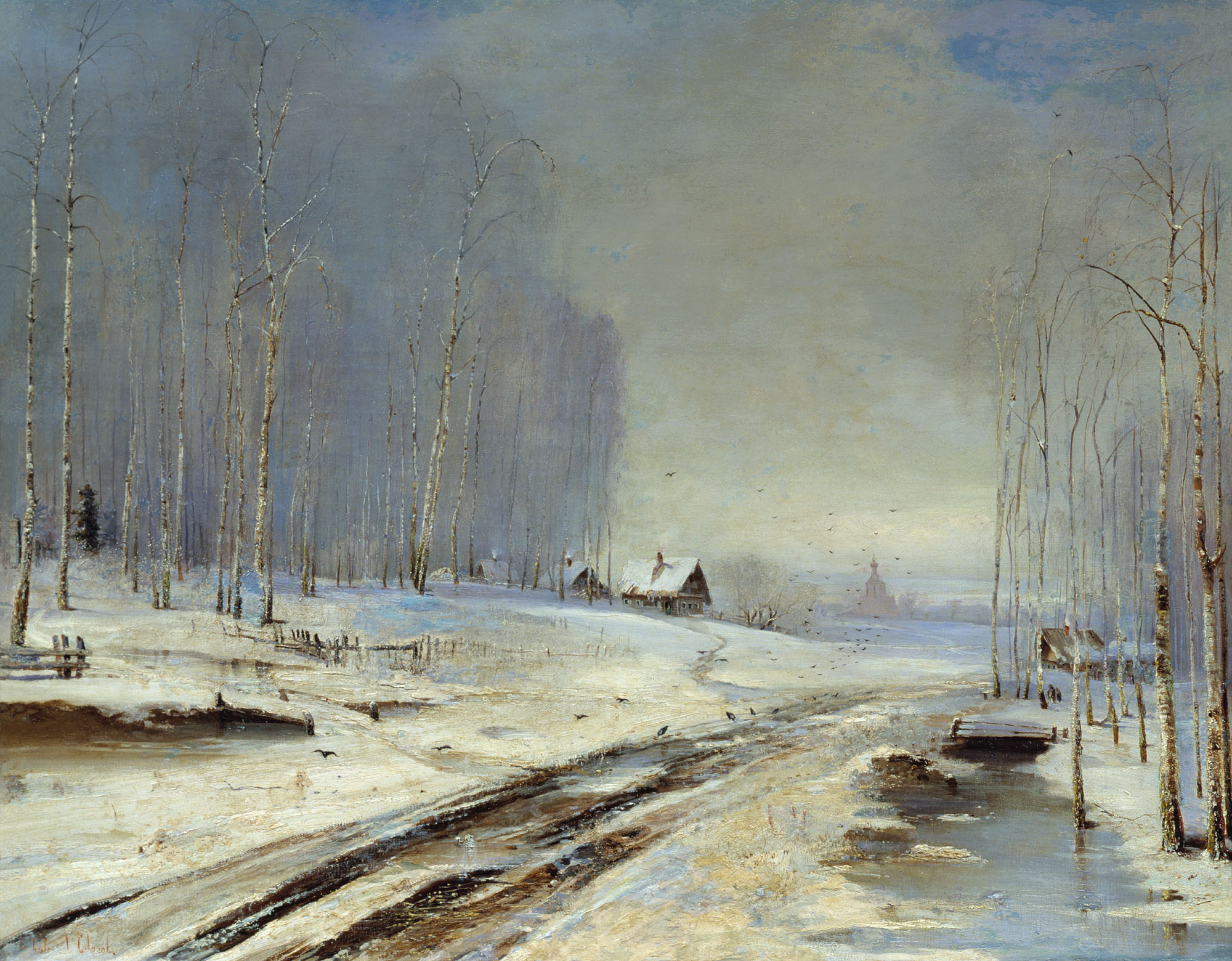
Raszputyica (a sár tengere), 1894, Alekszej Szavraszov

A raszputyica (cirill betűkkel: распутица), „úttalanság” orosz elnevezése annak a jelenségnek, amikor az év két periódusában (vagy évszakában) a burkolatlan utakon az utazás országszerte az esőből adódó sár vagy a hóolvadás miatt nehézségekbe ütközik. Vagyis tavasszal és ősszel egyaránt használják ezt a kifejezést.

## Civilekre való hatás
Ezt a kifejezést Fehéroroszország, Oroszország és Ukrajna sáros útviszonyaira alkalmazzák, amelyeket a térségben található agyagterhelésű talajok rossz vízelvezetése okoz. Oroszország egyes kerületeiben az utakra súlykorlátozások és lezárások vonatkoznak az időszak során. A jelenség akadályt jelentett a 20. század elején a Szovjetunióban, mivel a vidéki falvak 40%-ában nem voltak burkolva az utak.

## Háborúban
Oroszországban a raszputyica a háborúk nagy védelmi előnyeként ismert. Leggyakoribb beceneve a Sár Generális. Valószínűleg tavaszi olvadás mentette meg Novgorodot a hódításoktól és a fosztogatásoktól a 13. századi mongol invázió idején. Az 1812-es francia invázió idején Napóleon is nagy akadálynak tartotta a sarat.
A keleti fronton a második világháború alatt a hónapokig tartó sáros időszak lelassította a német előrehaladást a moszkvai csata során (1941. október és 1942. január), és valószínűleg elősegítette a szovjet főváros megmentését a német megszállástól. A motorizált hadviselés megjelenésének hátránya, hogy míg a harckocsik nyáron vagy télen hatékonyan tudtak működni, kevésbé bizonyultak hasznosnak tavasszal és ősszel.

## Galéria

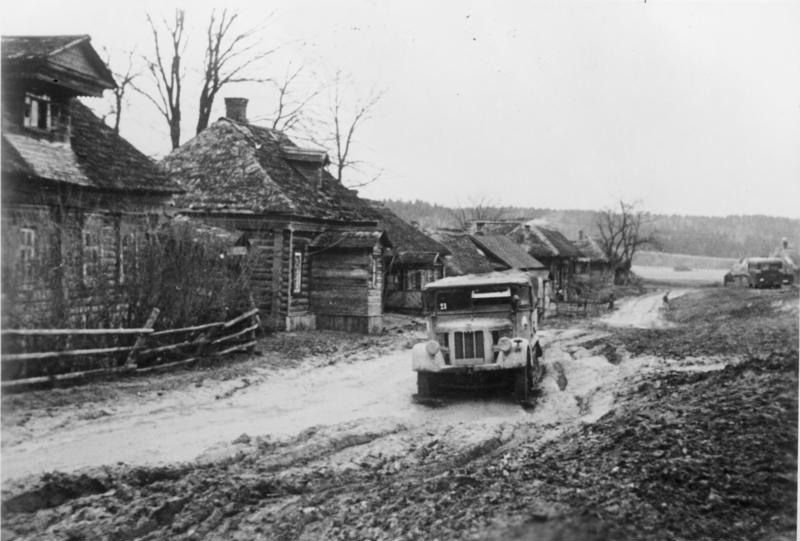
Falusi utca Moszkva közelében, 1941. november
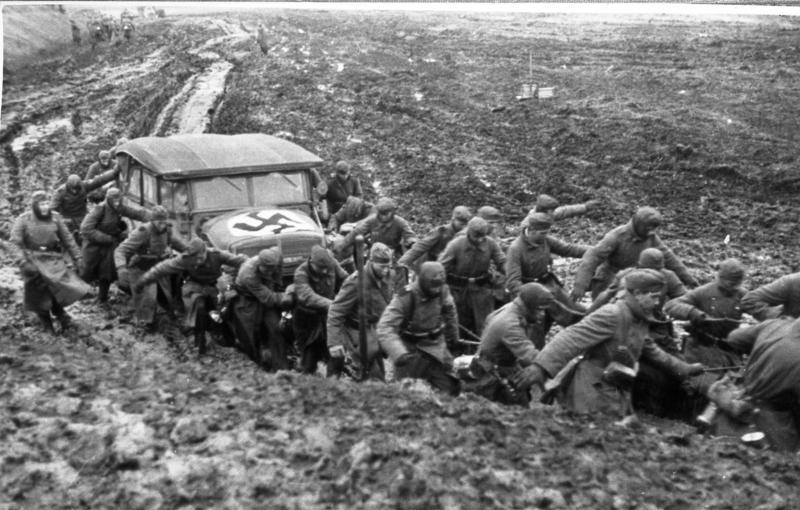
Wehrmacht-katonák húznak egy autót a sárból, 1941. november
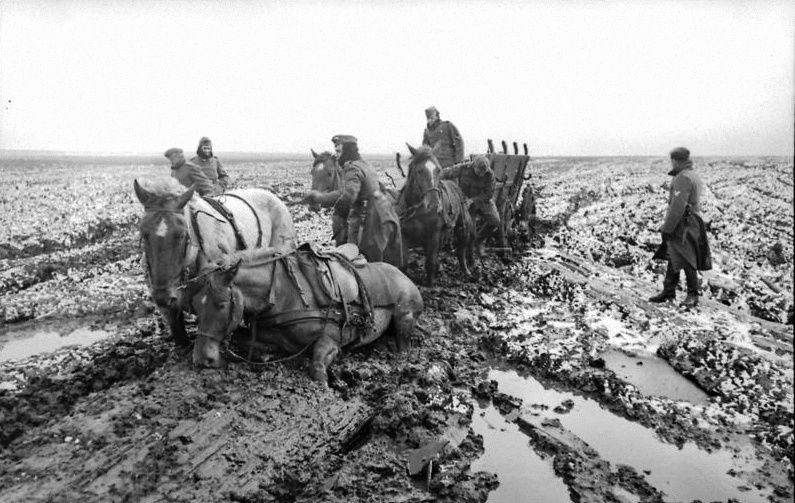
A Wehrmacht-lovaskocsi mély iszapba süllyedt a Kurszki területen, 1942. március–április

## Fordítás
- Ez a szócikk részben vagy egészben  a   Rasputitsa című angol Wikipédia-szócikk ezen változatának fordításán alapul.  Az eredeti cikk szerkesztőit annak laptörténete sorolja fel. Ez a jelzés csupán a megfogalmazás eredetét és a szerzői jogokat jelzi, nem szolgál a cikkben szereplő információk forrásmegjelöléseként.

## Kapcsolódó szócikk
- Tél tábornok